# シャドウズ
シャドウズ (The Shadows) は、イングランド出身のロックバンドである。1950年代から活動を開始し、歌手のクリフ・リチャードと組んだクリフ・リチャード&ザ・シャドウズとして、ビートルズが登場する前の1950年代後半から1960年代前半にかけて、イギリスのポピュラー音楽シーンをリードした。その活動を通じて69曲をイギリスのヒットチャートに送り込んだ（クリフ・リチャードのバックバンドとして35曲、シャドウズ単独で34曲）。
シャドウズはエルヴィス・プレスリー、クリフ・リチャードに次いでイギリスのヒットチャートで3番目に成功したグループである。また、ビートルズ登場以前から早くも4ピースのバンド編成を確立したパイオニアであり、大西洋を挟んでアメリカのザ・ベンチャーズと対峙する存在でもあった。
エレキ・ギター・インストゥルメンタル音楽ではアメリカを除く世界各国に絶大な影響を与えトルコのエルキン・コライなどリスペクトを公言するミュージシャンたちがおり、タイ王国ではエレキ・ギター・インストゥルメンタル音楽を「シャドウ（・ミュージック）」と呼称している。
ジョン・レノンはタイムズのインタビューにおいて「シャドウズが登場するまで、イギリスには聴く価値のある音楽はなかった。」と述べている。
また、再結成時にメンバーとなったジョン･ファーラーが女性歌手、オリビア・ニュートン・ジョンを世界的な人気を確立するまでに育て上げた事でも知られる。

## 概要
1958年、ニューキャッスルを本拠地にしていたレイルローダーズのメンバーであったハンク・マーヴィンとブルース・ウェルチ、ロンドンのザ・バイパーズ・スキッフル・グループにいたジェット・ハリスとトニー・ミーハンによって結成された。当初は「ムーヴ・イット」のヒットにより急遽バックバンドが必要となったクリフ・リチャードのために作られたバンドであった。マーヴィン、ウェルチのコンビはアメリカのポップス音楽に、ハリスとミーハンはジャズに影響を受けていた。
後にジェリー・ローダン作の「アパッチ」がイギリス、ヨーロッパ(ドイツを除き)各国で大ヒットした事をきっかけに、クリフ・リチャードのバック・バンドから独立したインストゥルメンタル・バンドとして売り出されることになる。一方アメリカでは、シャドウズの多彩な音楽性を無視してザ・ベンチャーズ、サーファリスと同様にサーフ・サウンドのバンドとしてみなされ、The Shadows Know、Surfing with The Shadows の2枚(但しコンピレーション・アルバム)がアメリカとカナダでリリースされた。アルバムは、アメリカでは全くヒットチャートにもランク・インされなかったがカナダではまずまずヒットした。
「シャドウズ側は自分達がサーフ・バンドと括られる事自体拒絶していたにも拘らず、強引にサーフ・バンドとレッテルを付けたアメリカのやり方に強い不満を持っていた様子である」
ノリー・パラマー（最初のプロデューサー）によると、1stスタジオアルバムの制作中にバンド内部に亀裂が入り、まずハリスが、続いてミーハンがバンドを去る。ミーハンの後任として元クルー・カッツのブライアン・ベネットが、ハリスの後釜にはブライアン "リコリス" ロッキングが加入「後にリコリスは脱退、後任として幾度かレコーディングにも関わっていたジョン・ポール・ジョーンズに参加を打診するが断られジョン・ロスティルが加入、更にウェルチが離脱した穴埋めとしてキーボード奏者のアラン・ホークショウが加入」したがシャドウズは1968年にいったん解散する。
解散後、マーヴィンとウェルチはジョン・ファーラーと共にヴォーカル入りのギター・トリオ、マーヴィン・ウェルチ&ファーラーを結成。しかし、レコード売上も伸びず、ライヴでは観客からたびたびシャドウズ・ナンバーを要求されたことからブライアン・ベネットを呼び戻し、1973年にシャドウズとして再スタートを切り、1990年の再解散まで活動した。
2004年には再び再結成され、イギリス、ヨーロッパツアーを敢行。2008年から2010年にはクリフ・リチャードと共にツアーを行った。

## キャリア

### 結成〜シャドウズの誕生
グループの前身、ドリフターズ（Drifters）はクリフ・リチャードとそのバック・バンドとして結成された。ケン・ペイヴィー（G）、テリー・スマート（Dr）、ノーマン・ミッチャム（G）、イアン・サムウェル（G）、ハリー・ウェッブ（後のクリフ・リチャード、Vo&G）が創設メンバー（オリジナルのドリフターズにはベースはいなかった）。サムウェルは「ムーヴ・イット」を書いたが、プロデューサーのノーリー・パラマーの指示でレコーディングの際にはセッションミュージシャンが起用された。グループはITVのプロデューサー、ジャック・グッドが担当する音楽番組『Oh Boy!』へのレギュラー出演が決まり、パラマーはリチャードのマネージャー・ジョニー・フォスターに、より強力なギタリストを加入させるよう要請した。フォスターはトニー・シェリダンを新ギタリストの候補と考え、シェリダンのホームグラウンドであるソーホーに構えるザ・2i'sコーヒー・バーへ出向いたが、そこでフォスターはバディ・ホリーのような眼鏡をかけたギタリスト、ハンク・マーヴィンを発見する。
マーヴィンはブルース・ウェルチと共に学校のスキッフルバンドでプレーしていた。2人が参加していた「レイル・ローダーズ」はロンドンで開かれるタレント・コンテストに参加するも、結果はオペラ・シンガーが一位、ジャズバンドが二位。三位に終わったレイルローダーズは解散。マーヴィンとウエルチの2人は音楽で身を立てる決意でロンドンに留まる。コンテストを主催した人物の好意によりフィンズベリーパークにある安宿を紹介され住む事になった2人は当時のロンドンに於いてR&Rのメッカだったコーヒー・バー、2i'sへ通い出し、生活費を稼ぐ為専属ミュージシャンとして演奏活動を開始する。丁度2i'sに出向いていたハリー・ロジャー・ウエヴ（後のクリフ・リチャード）とマネージャーのジョニー・フォスターはドリフターズの新ギタリスト候補と決めていたトニー・シェリダンが店へ来るのを待っていた。しかし、約束の時間になってもいっこうに姿を現さなかったシェリダンに対し業を煮やしたフォスターは、折りしも2i'sの専属ミュージシャンとして出演し、リハーサルをしていたマーヴィン（とウェルチ）の演奏に目が留まり、彼にドリフターズへ加入してみないかと話をもちかけたところ、マーヴィンは「ブルース（ウェルチ）と一緒なら」と条件を出して、そのオファーを受けた。マーヴィンはリードギター、ウェルチはリズムギターを担当することになり、イアン・サムウェルはベースに廻され、やがてジェット・ハリスと交替した。ドラムのテリー・スマートはまもなく脱退し、ハリスの推薦によってトニー・ミーハンが後任として加入。これで[プロとしての]ドリフターズのラインナップが完成した。
グループはEMIプロデューサーノリー・パラマーの事務所に押し掛け、録音契約を取り付ける。リチャードのデビューアルバム「Cliff」は契約前だったので、ギャラはリチャード側からは出なかったと言われている。その後、リチャードとともにレコーディング活動を開始、1959年に2枚のシングル『Feelin' Fine / Don't Be A Fool With Love』、『Jet Black / Driftin'』をリリースした。最初のシングルは両面歌もの、2枚目はインストゥルメンタルであった。いずれもチャートインはせず、続く3枚目（歌もの）の『Saturday Dance / Lonesome Fella』も振るわなかった。インストゥルメンタルの「Chinchilla」は、クリフ・リチャード&ザ・ドリフターズ名義のEP『Serious Charge』（同名映画のサウンドトラック盤）に収録された。
アメリカで『Feelin' Fine』がリリースされた直後、アメリカの同名R&Bグループ・ドリフターズからバンド名の件で訴訟を起こされる可能性が出てきたため、グループは急遽改名する必要に迫られた。2枚目のシングル『Jet Black』は法的な深刻化を避けるため緊急避難的にフォー・ジェッツ(Four Jets) 名義でリリースした。ザ・シャドウズという名前は7月にマーヴィンとハリスがパブで飲んでいるときにハリスによって考案、採用された。

### 1960年代
1960年にジェリー・ローダン作によるインストゥルメンタルナンバー「アパッチ」をリリース。5週間チャートのトップにランクされた。続く「ワンダフル・ランド」は「アパッチ」よりさらに長い8週間ヒットチャートの1位になった。シャドウズはリチャードとのコンビでさらにヒットを重ね、7つのチャート入りシングルをリリースした。
1961年10月、ドラムがミーハンからブライアン・ベネットに交替、1962年4月にはジェット・ハリスが脱退し、ブライアン・ロッキングが後任に座った。ベネットとロッキングは以前からマーティー・ワイルドのバック・バンド、ワイルドキャッツのメンバーとしてザ・2i'sコーヒー・バーで一緒にプレイした仲であった。
このラインナップは18ヶ月間続き、「ダンス・オン」、「フット・タッパー」の2曲のNo.1ヒットを含む7曲のチャートヒットを量産した。
1963年10月、ロッキングがエホバの証人の活動に専念するため脱退。バンドはまず一時期レコーディング・セッションに協力した事があったジョン・ポール・ジョーンズにアプローチしたがあっさり断られ、直ちにツアーで共演したジョン・ロスティルを口説き、ロッキングの後任として迎え入れる。このラインナップはバンドの歴史上、最も長く続きまた最も革新的で、彼らの高い志を反映した創作意欲と、音楽性の幅を大きく広げた。しかし、良質なアルバムを制作した半面シングル・ヒットは減少した。
1960年代には純粋な音楽活動以外にも活動の場を広げた。クリフ・リチャードが出演したいくつかの映画にも楽曲を提供した。また彼ら自身も短編映画「リズム・アンド・グリーン」に出演しサウンドトラックも担当した。また1964年にロンドンのパラディアムで上演されたパントマイム劇「アラジンと魔法のランプ」に、同じく1966年にパラディアムで上演された「シンデレラ」にメンバー全員が出演している。
映画音楽にもエネルギーを注ぎ、1961年の「ヤング・ワンズ」では数曲の作曲にしか参加しなかった。ところが、1966年の「マネー・ハンティングUSA」ではすべてがマーヴィン - ウェルチ - ベネット - ロスティルのクレジットになっている。
1967年、シャドウズの「マーヴィン‐ウェルチ‐ベネット‐ロスティルで」初来日公演が実現。非常に紳士的でスマートなステージは好評を博した。
しかし、このラインアップはクリフ・リチャードとの共演、バンド単独両方のナンバーを収録した10周年記念アルバムリリース後の1968年12月に事実上分裂→解散する。シャドウズ結成以来一貫してマーヴィンとコンビを組んできたウェルチが脱退し、バンドは致命的な打撃を被る。しかし、アルバム『シェイズ・オブ・ロック』をリリースし、キーボードのアラン・ホークショーをサポートメンバーに迎え2度目の日本ツアーを敢行した。ツアーで収録されたライヴ・アルバムには「十番街の殺人」のロング・バージョンが収められた。
1968年12月、BBC1からヨーロッパ全土に中継された「ポップ・ゴー・ザ60's」でのコンサートの生中継の模様が解散前の最後の仕事となった。

### 1970年代
1970年代前半、マーヴィンとウェルチは、個性的なファルセット・ボイスとアレンジャーとしての才能を兼ね備えたオーストラリア出身のジョン・ファーラーを加えたトリオ、マーヴィン、ウェルチ&ファーラーとして活動を始めた。彼らは2枚の秀逸なアルバムと数枚のシングル、「ウェルチ抜きのマーヴィン&ファーラーとしてアルバム1枚」をリリースした。しかしライヴでは観客から常にシャドウズのヒット曲を要求され、マーヴィンはシャドウズ再結成を決定、1973年にマーヴィン、ウェルチ、再結成を聞きつけ合流したベネットの3人にギター&ヴォーカルのファーラーを加えて再結成した（ジョン・ロスティルは死去しており、ベースにはセッション・ベーシストを随時採用）。
再結成第1弾『ロッキング・ウィズ・カーリー・リーズ』で、マーヴィンはファズを使った新しいギター・サウンドをフィーチャーしているほか、セカンド・リード・ギタリストとしてファーラーをフィーチャーし、従来のアルバムとは異なったサウンドを実現している。
この間、イギリス生まれでオーストラリア育ちの女性歌手オリビア・ニュートン・ジョンのレコード・プロデュース、楽曲提供をファーラーが手掛け、マーヴィン、ウェルチも楽曲提供している。
1975年、グループは「Let me be the One」を引っ提げてユーロビジョン・ソング・コンテストに出場。当時のシャドウズは決して最先端のバンドではなく、ユーロビジョンのイギリス国内予選である「ソング・フォー・ヨーロッパ」での視聴者郵送投票数はユーロビジョン史上最も低い数字だった。しかしストックホルムでの決勝では惜しくも優勝は逃したものの2位を獲得（優勝はオランダのティーチ・インが歌った「愛の鐘の音」。彼らはこれを機に完全復活する。
1976年、ファーラーがレコード･プロデュース業に専念するため脱退。1962年から1970年までの作品を集めたコンピレーション・アルバムをEMIからリリース。翌1977年の『20ゴールデン・ヒッツ』のリリース後、ホークショウに代りフランシス・モンクマン（キーボード）を新メンバーに迎えツアーを敢行。シングル『Don't Cry for Me Argentina』をトップ10に送り込んだ。
ツアー終了後にモンクマンは脱退し、シャドウズのラインナップはマーヴィン、ウェルチ、ベネットの3人となった。
レコーディングやライヴではクリフ・ホール（キーボード）とアラン・ジョーンズ（ベース）がサポートメンバーとして参加している。

### 1980年代
1980年にはEMIからポリドールに移籍。1980年代もグループは引き続きレコーディングに、ライヴにと意欲的に活動した。この時代のアルバムは、収録曲のほぼ100%が新曲で占められた1984年に発売の『ガーディアン・エンジェル』がUKチャート98位と低迷した以外は、多くのアルバムがヒットチャートのトップ30入りし、特に1986年の『ムーンライト・シャドウズ』は6位、1987年の『シンプリー・シャドウズ』は7位まで上昇し、いずれもプラチナ・アルバムを獲得。
1985年、ベースのアラン・ジョーンズは交通事故のためプレイできなくなり、元プレインソング、クリフ・リチャード・バンド、サザン・コンフォートで活動してきたマーク・グリフィスが加入。
1989年には、『ステッピン・トゥ・シャドウズ』でゴールドを獲得したほか、EMI時代のレパートリーを再録し、『アット・ゼア・ヴェリー・ベスト』としてリリースした（英12位）。